# Ringkraftmesser
Ein Ringkraftmesser ist ein mechanisches Messgerät zur Messung von Druck- oder Zugkräften.

## Mechanischer Ringkraftmesser

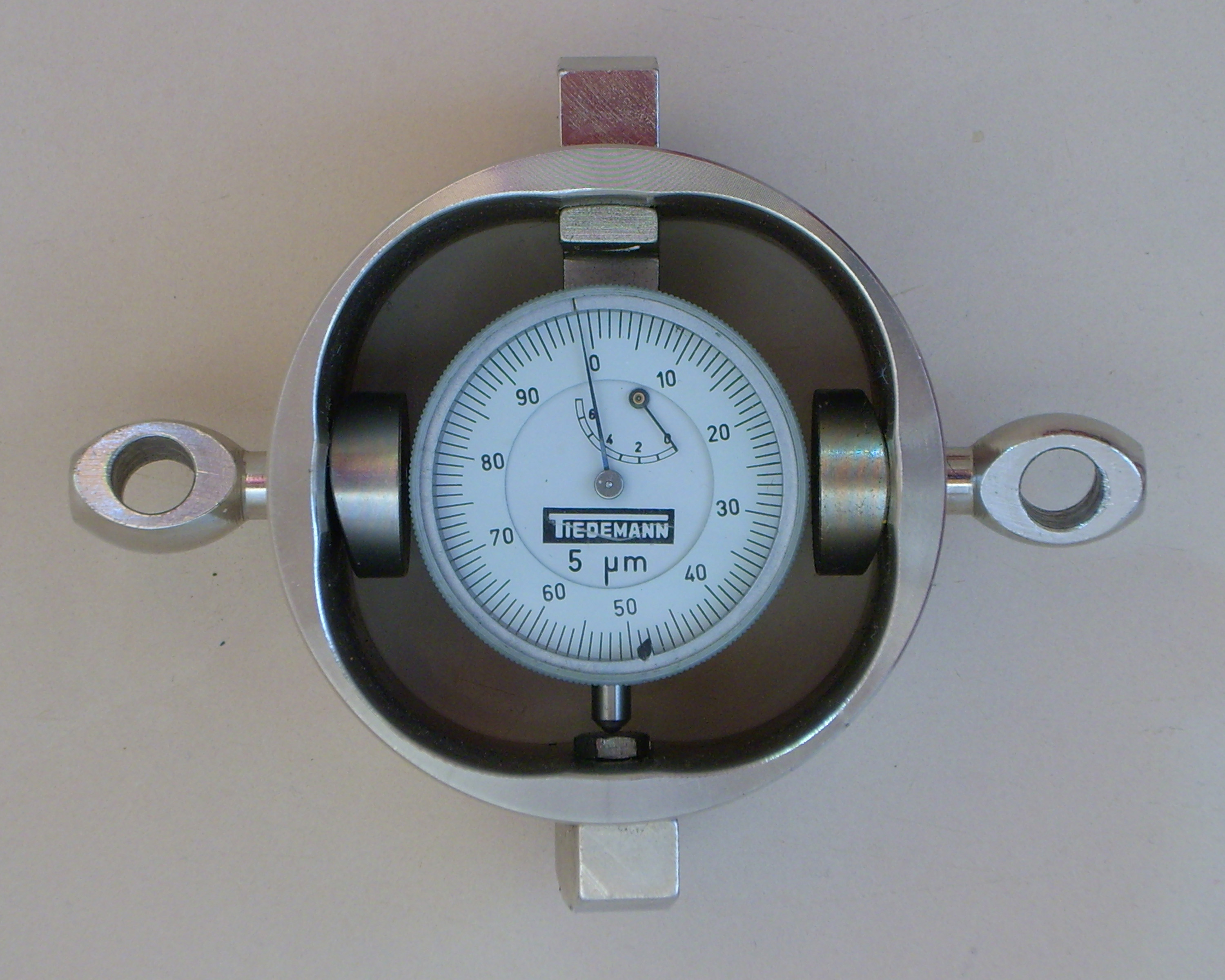
Diese Waage misst Kräfte bis 10 kN

Der Ringkraftmesser, auch Ringdynamometer, ist ein mechanisches Kraftmessgerät. Es besteht aus einem Stahlring, an dem zwei sich gegenüber liegende Kraftaufnahmen befestigt sind. Wird an diesen eine Zugkraft angelegt, verformt sich der Ring minimal und wird länger und schmaler. Wird eine Druckkraft angelegt, wird der Ring kürzer und breiter. Der Ring ist so konstruiert, dass sich nach Entlastung die Verformung elastisch wieder zurückbildet. Entsprechend sind Ringkraftmesser für bestimmte Messbereiche konstruiert, die nicht überschritten werden dürfen, auch nicht kurzfristig. 
Die Verformung in der Breite wird mit einer Messuhr gemessen und über eine Kalibriertabelle in Zug- oder Druckkräfte umgerechnet. Oder es wird eine digitale Messuhr verwendet, die die Kalibrierkurven gespeichert hat und die Kraft direkt anzeigt. Bei manchen Ringkraftmessern kann die Messuhr so eingestellt werden, dass sie die Maximal- oder Minimalkraft in einem Messvorgang anzeigt. Der Ring verformt sich dabei maximal 1,5 mm. Die Beziehung zwischen Laständerung und Längenänderung ist bei Zug fast linear, bei Druck leicht gekrümmt. Bei gleichen Lastschritten verändert sich im Ring der Hebelarm, das bewirkt eine Polynombeziehung 3. Grades. Die Messgenauigkeit liegt bei etwa 0,5 %.
Ein Ringkraftmesser wird immer da eingesetzt, wo durch den Messvorgang nur minimale Längenunterschiede auftreten dürfen, beispielsweise bei der Messung von Seilspannungen bei Seilbrücken, weil sich dort durch Verlängerung der Seile gleichzeitig der Durchhang vergrößern würde, sich dadurch die Winkel an den Ankerpunkten veränderten und die Seilspannung geringer würde. Sie sind ein sehr robustes Messmittel und benötigen keine externe Stromquellen oder Verstärker.

## Elektronischer Ringkraftmesser

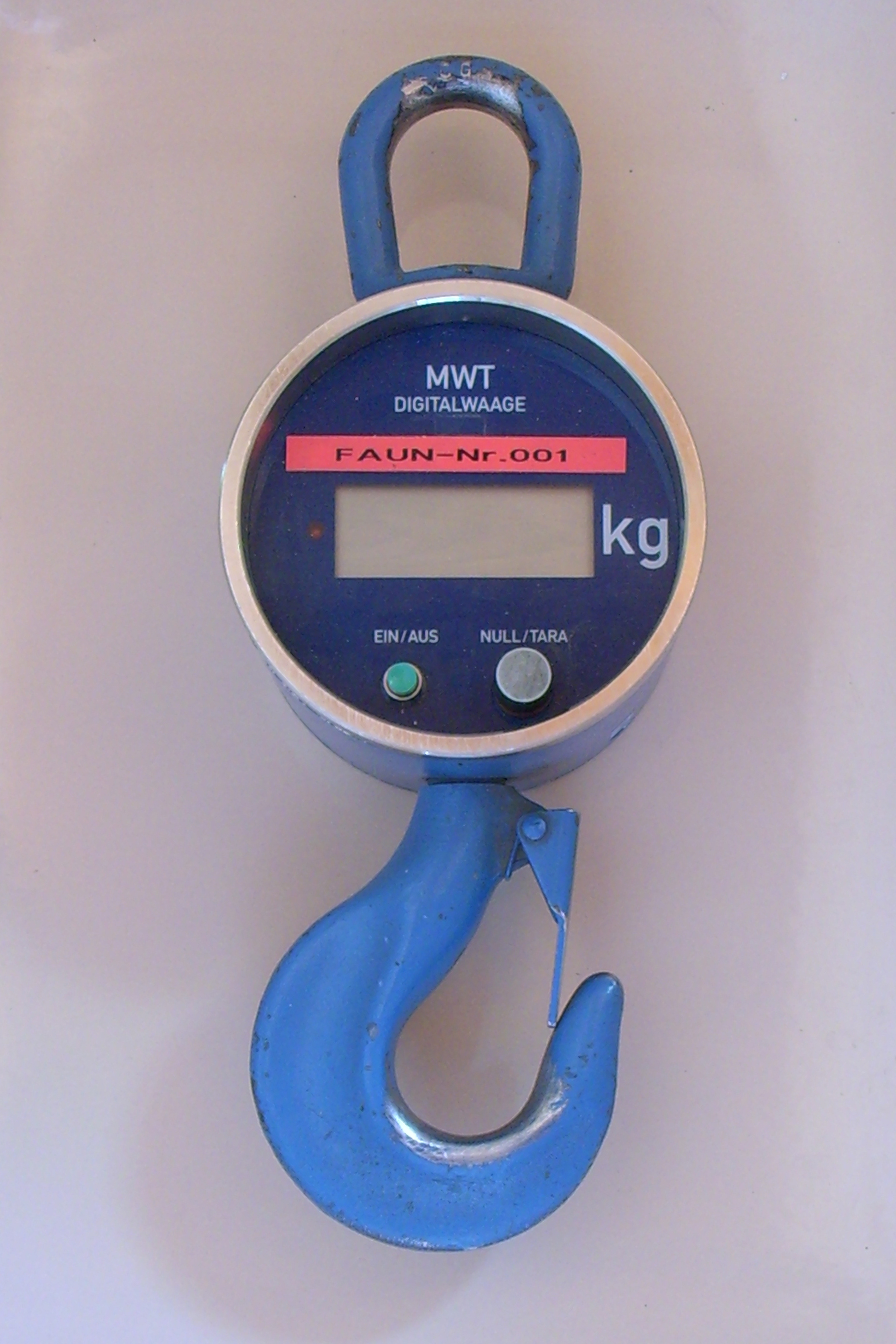
Kranwaage mit einem Messbereich bis 1999 kg

Ringkraftmesser werden auch mit elektronischer Anzeige gebaut. Die elastische Verformung wird dabei über entweder eine digitale Messuhr, s. o. oder Dehnungsmessstreifen in Brückenschaltung in eine elektrische Spannung umgesetzt, die digitalisiert und angezeigt wird. Die Nullstellung erfolgt über einen Dreh- oder Druckknopf. So kann z. B. auch das Verpackungsgewicht (Tara) als negativer Wert eingestellt und so abgezogen werden. Die Stromversorgung erfolgt über einen internen Akku oder USB-Kabel vom Notebook. Auch eine interne Speicherung der Messdaten, eine Speicherung auf dem Notebook oder eine Funkübertragung ist möglich, beispielsweise auf ein Notebook oder Waren- und Lagersystem.